# إدوارد جوزيف غيلبرت
إدوارد جوزيف غيلبرت (بالإنجليزية: Edward Joseph Gilbert)‏ هو كاهن كاثوليكي أمريكي، ولد في 26 ديسمبر 1936 في بروكلين في الولايات المتحدة.